# Mortágua FC
El Mortágua FC es un equipo de fútbol de Portugal que juega en el Campeonato de Portugal, la cuarta liga de fútbol más importante del país.

## Historia
Fue fundado en el año 1937 en la ciudad de Mortágua del distrito de Vizeu y han sido un equipo amateur toda su historia, vagando entre las ligas regionales y la desaparecida Tercera División de Portugal, de la cual descendieron en la temporada 2012/13.
En la temporada siguiente lograron ascender al Campeonato Nacional de Seniores por primera vez en su historia luego de ser campeón de la Liga Regional de Vizeu. Ha participado en la Copa de Portugal en varias ocasiones, en las cuales nunca han superado la tercera ronda.

## Estadio
Mortágua juega sus partidos de local en el Campo da Gandarada en Mortágua, con capacidad para 2000 espectadores.

## Palmarés
- Liga Regional de Vizeu: 7

1991/92, 2005/06, 2009/10, 2011/12, 2013/14, 2019/20, 2021/22

## Jugadores

### Jugadores destacados
- Amaral